# Philippe Ier de Savoie
Pour les articles homonymes, voir Philippe Ier et Philippe de Savoie.
Philippe Ier de Savoie, né en 1207 à Aiguebelle, en Savoie, au château de Charbonnières et mort au château de Rossillon en Bugey, le 15 août 1285, est un cadet de la famille de Savoie qui a joué un rôle politique important en Europe occidentale dans la seconde moitié du XIIIe siècle. Destiné dans un premier temps par sa famille à une carrière ecclésiastique, il devient tour à tour évêque de Valence (1241-1267), puis archevêque de Lyon (1245-1267), assurant notamment la sécurité du pape Innocent IV et du concile de Lyon face à l'empereur Frédéric II. Abandonnant ensuite l'état clérical pour redevenir laïc, il devient en 1267 comte de Bourgogne (jusqu'en 1279) par son mariage avec l'héritière Alix de Méranie, puis l'année suivante comte de Savoie, d'Aoste et de Maurienne (1268-1285) à la suite de la mort de son frère, le comte Pierre II.

## Enfance et début de carrière ecclésiastique
Philippe de Savoie est né en 1207, à Aiguebelle, en Savoie, au château de Charbonnières, résidence ancestrale des comtes de Savoie,.
Dernier fils de Thomas Ier, comte de Savoie, d'Aoste et de Maurienne, et de son épouse Marguerite de Genève (septième ou huitième fils du couple), Philippe est destiné dès son plus jeune âge, comme ses trois frères Guillaume, Pierre et Boniface, de par son rang au sein de la fratrie, à l'état ecclésiastique. Sans avoir été ordonné prêtre — il n'a jamais dit une seule messe —, il reçoit donc ses premières dignités importantes au sein de l'Église dès 1239. Il n'a toutefois pas la vocation de son frère Boniface. Soutenu activement notamment par son frère le comte Amédée IV comme le reste de sa famille, il acquiert progressivement des fiefs et bénéfices multiples dans une politique volontariste d'accroissement de la puissance de la maison de Savoie. Ce soutien de son frère Amédée s'explique en partie par le fait que celui-ci n'a jamais donné à Philippe la part de l'héritage de son père qu'il réclame. Amédée s'est engagé en 1242 à lui verser cent marcs d'argent, mais il cesse vite ses versements. Les rapports entre les deux frères ne sont jamais excellents, ce différend n'étant jamais réglé.
Il est nommé primicier de l'Église de Metz en 1239 et l'est toujours en 1262. Il accède en 1240, au poste de prévôt de l'église Saint-Donatien de Bruges,. Ce dernier poste est très probablement acquis avec l'aide de son frère Thomas alors en Flandres à cette époque.
En 1240, il tente de prendre possession de l'évêché de Lausanne, que Boniface de Lausanne a quitté l'année précédente, et il entre en conflit armé pour cela. Mais malgré l'aide de son frère Pierre, il cède face au chantre Jean de Cossonay. La mort la même année de son frère Guillaume lui ouvre l'accès à plusieurs bénéfices. Il devient donc doyen de Vienne, et surtout évêque de Valence. Toutefois, comme Philippe n'a jamais reçu les ordres majeurs, il ne porte pour cette charge que le titre de procureur ou d'élu, et non d'évêque. Il demande en 1244 à quitter ce poste, peut-être pour briguer une plus haute charge ailleurs. Mais malgré l'accord d'Innocent IV, il se ravise et le garde,,.
Il accède également aux postes de gouverneur du patrimoine de Saint-Pierre, grand gonfalonnier de l'Église, prieur de Saint-Michel de Nantua. Il est prévôt de Saint-Donatien, à Bruges. Il est curé de Geddington, de Reculvert et de Wingham dès 1242.

## Archevêque de Lyon

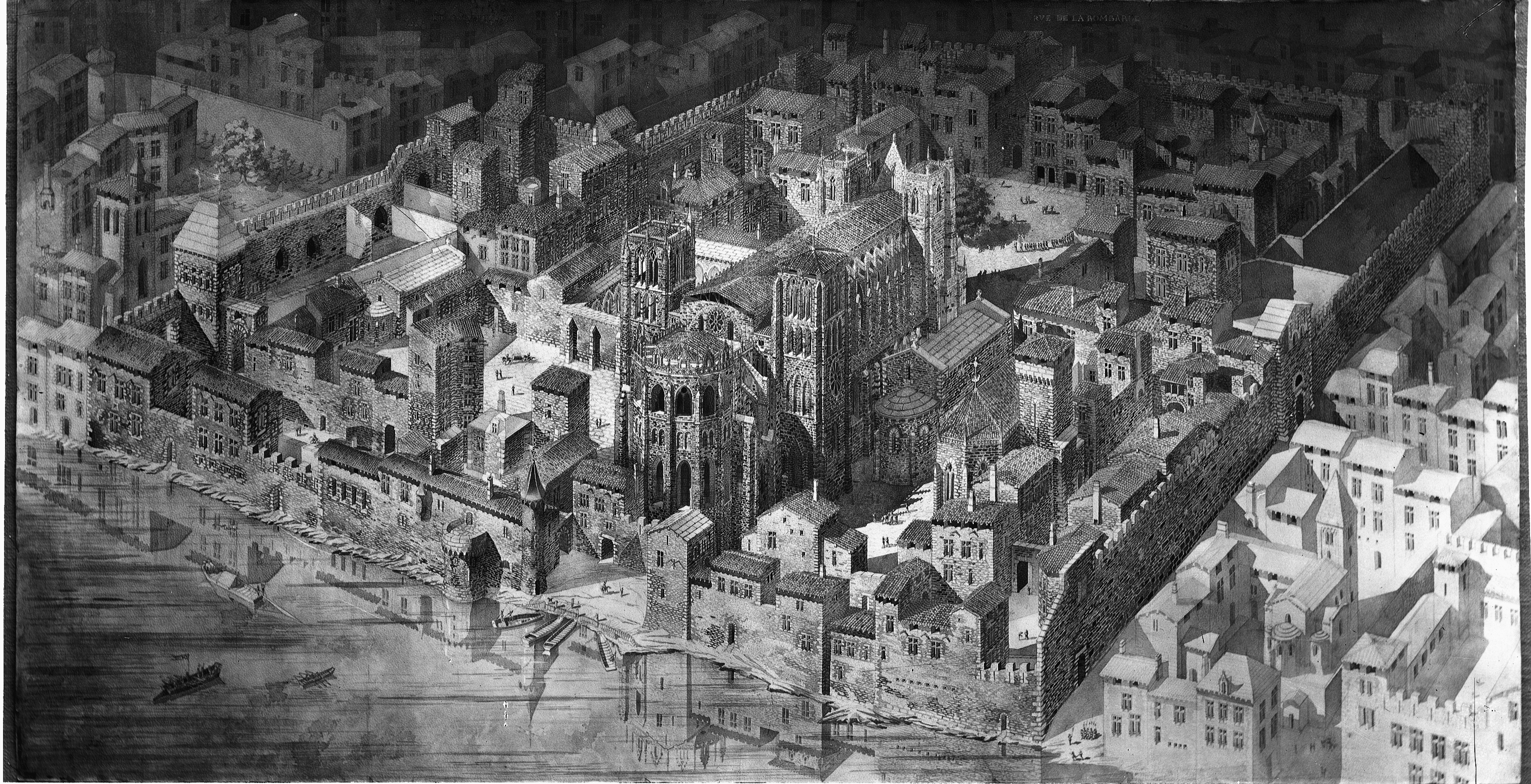
Le cloître cathédral à la Renaissance. Au centre, la cathédrale Saint-Jean, siège du diocèse de Lyon.

### Conditions de son élection
Il est nommé archevêque de Lyon en 1245 dans des circonstances particulières. La ville connaît alors, surtout depuis 1157, une situation privilégiée, aux confins de la France et de l'Empire, ce qui lui octroie une grande liberté vis-à-vis de son suzerain théorique : l'empereur du Saint-Empire romain germanique. Un prédécesseur de Philippe, Jean Belles-mains, dit du diocèse de Lyon qu'il « possède la juridiction la plus étendue..., tant en deçà des limites de l'Empire que de celles du royaume de France, parce que son ressort propre est partagé entre les deux pays. Nous ne croyons pas qu'on trouve facilement une autre Église qui jouisse d'une aussi grande liberté des deux côtés à la fois ». Or, en 1244, le pape Innocent IV, en violent conflit avec l'empereur Frédéric Barberousse dans le cadre de la lutte du sacerdoce et de l'Empire, cherche un lieu pour réunir un concile contre son adversaire. Essuyant le refus du roi Saint Louis qui refuse qu'il se déroule dans son royaume, il porte son choix sur Lyon, pour sa position très éloignée des zones d'influence de l'empereur, et toute proche des terres françaises, où il pourrait éventuellement se réfugier en cas de danger. Toutefois, il doit pour cela traverser les terres savoyardes traditionnellement alliées de l'empereur. Philippe joue alors un rôle actif envers son frère pour le convaincre de modifier la stratégie familiale envers leur suzerain et adopter une position équilibrée entre les deux puissances. Il est soutenu par son autre frère Boniface. Toutefois, il ne parvient pas à modifier significativement la position d'Amédée, qui accepte deux années après de laisser passer l'empereur qui souhaite se rendre à Lyon,.
Lorsqu'en 1244, le pape Innocent IV quitte Rome, menacé par l'empereur Frédéric II, Philippe l'escorte jusqu'à Lyon, lui servant de protecteur en route et une fois sur place. Pour le récompenser et pour assoir son autorité face au chapitre et aux bourgeois hostiles, il profite de la résignation de l'archevêque Aimeric dès la fin du concile pour pousser Philippe,. Il est élu archevêque entre le 13 et le 28 juillet 1245.

### Philippe à Lyon

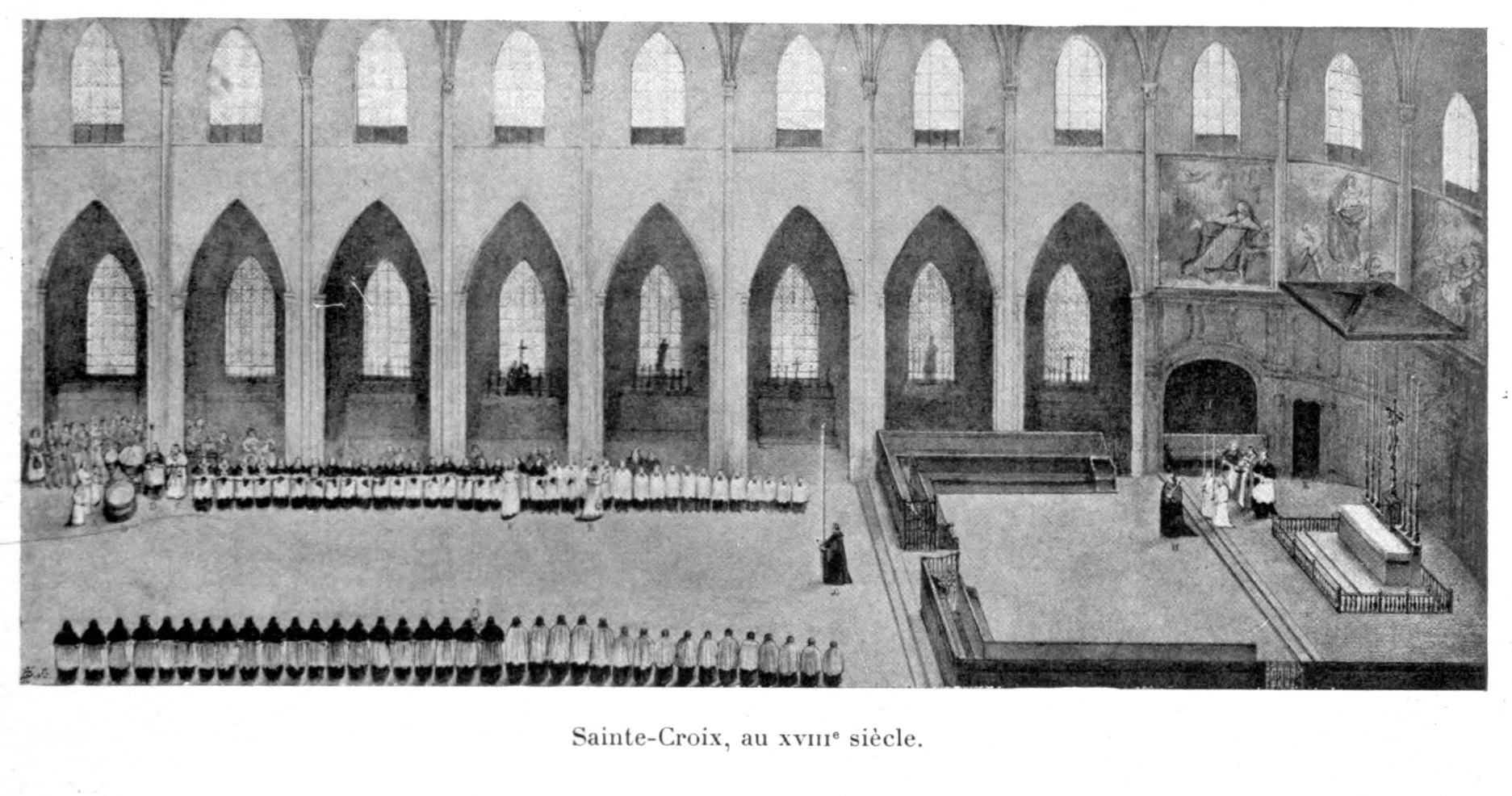
Le chapitre des chanoines de Saint-Jean, ici en prière dans l'église Sainte-Croix, reconstitution du XIXe siècle.

Philippe apparaît dans les textes pour la première fois à Lyon en 1239 où il reçoit une probable prébende au sein du chapitre de la cathédrale Saint-Jean. En 1243, il est obéancier,.
Philippe est élu en 1245. Jacques Gadille donne la date de 1246, mais le premier acte de Philippe en tant qu'élu date de septembre 1245.
Cette élection — alors que Philippe refuse de prononcer ses vœux pour conserver ses chances d'accéder un jour au trône du comté de Savoie — porte atteinte au prestige du titulaire de l'archevêché de Lyon. Dans les actes officiels, dans les cérémonies protocolaires, il est placé après les prélats de moindre importance. Les bourgeois lyonnais eux-mêmes ne le nomment jamais archevêque dans les textes. Un document d'époque compare Philippe de Savoie à l'apôtre Pierre, mais uniquement pour dire qu'à l'instar du reniement de ce dernier, l'archevêque de Lyon a trahi le Christ.
La multiplicité des bénéfices qu'accumule Philippe à ce moment est garantie par une dispense que lui accorde le pape Innocent IV à la demande de l'archevêque. Mais en dehors de cela, le pape ne lui accorde rien de plus.

### Action religieuse à Lyon
Malgré son absence de titre et de goût pour la carrière religieuse, Philippe se révèle être un prélat consciencieux dans sa charge. Par exemple, quoi que peu intéressé à la construction de la nouvelle cathédrale Saint-Jean, il est bien obligé de participer à sa construction quand elle devient, de fait, l'église du pape entre 1244 et 1251, selon le dicton : « ubi papa, ibi Roma » (« Là ou est le pape se trouve Rome »). En effet, Innocent IV séjourne à Lyon durant presque sept années, et pousse donc logiquement à la poursuite rapide des travaux de l'église.

### Action politique

#### Relations avec la papauté
Si le pape est à Lyon, c'est qu'il y a cherché protection auprès de Philippe, qu'il considère comme son débiteur pour l'avoir nommé archevêque de la ville et pour lui avoir conservé la totalité de ses bénéfices. Mais l'action pontificale envers Philippe est une manœuvre politique destinée à contenter la puissante maison de Savoie du soutien de laquelle Innocent a besoin. Philippe considère donc également que le pape lui est redevable. En particulier, les frais du concile de 1245 ont été pris en charge par l'archevêque ; de manière générale, c'est Philippe qui entretient le pape lors de son séjour lyonnais, allant jusqu'à lui donner 3 000 marcs d'argent lors de son départ en 1251. Ainsi, quand ce dernier nomme un de ses favoris pour une prébende du chapitre cathédral, celui-ci est noyé la nuit même, selon les menaces qu'avaient déjà proférées les chanoines au pape. Qu'il soit impliqué dans l'assassinat, ou, plus probablement, qu'il ait cherché à couvrir le chapitre afin de s'assurer les bonnes grâces des chanoines, Philippe étouffe l'affaire sans que le pontife n'ose y redire. Le pape, d'ailleurs, ne conserve pas sa faveur à Philippe ni ne lui accorde plus aucun privilège aussitôt qu'il n'est plus dans ses États.

#### Relations avec l'Empire, la France et l'Angleterre

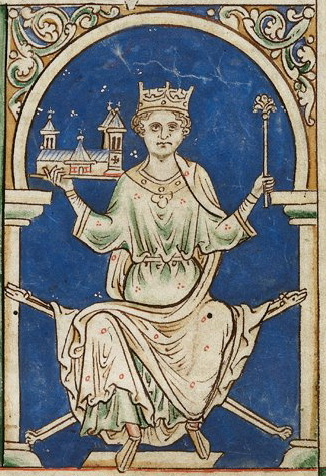
, roi d'Angleterre et allié de Philippe.

Philippe maintient des liens de diverse importance avec les puissances politiques d'Europe. Sa politique de soutien inconditionnel au pape en fait un adversaire naturel de l'empereur ; mais celui-ci est loin, et les relations entretenues sont quasiment inexistantes. Ses liens avec le roi de France sont à peine plus forts : Philippe rencontre une fois le roi Louis IX à Cluny, et parfois ses frères. En revanche, ses liens sont naturellement plus forts avec la maison d'Anjou-Sicile, à cause du mariage de sa nièce Béatrice de Provence avec Charles Ier de Sicile. Les relations entre Philippe et son neveu par alliance ne sont d'ailleurs aux débuts pas des meilleures, Charles prenant le parti de Frédéric II contre le pape, et mettant ce dernier en garde contre son protecteur et conseiller ; par la suite, Philippe se range aux côtés des Anjou-Sicile dans la guerre contre Manfred Ier de Sicile. Mais surtout, Philippe entretient des liens avec la monarchie d'Angleterre, perpétuant ainsi le lien traditionnel de Lyon avec ce pays,. À la suite du concile de 1245, Philippe profite des liens tissés avec divers prélats anglais pour se placer sous la protection d'Henri III.
Philippe, en tant que membre de la maison de Savoie, faisait partie des deux groupes conseillant le monarque anglais : celui des Savoyards, plutôt enclin à la diplomatie vis-à-vis de la France, s'opposait aux parti des Lusignan, plus belliqueux ; Philippe est envoyé en 1242 en ambassade avec son frère Pierre et le frère d'Henri III, Richard de Cornouailles, défendre auprès du roi de France la trêve après la bataille de Taillebourg ; ses relations tendues avec la monarchie française (du fait de son soutien à Innocent IV) laissent à penser que le choix de ce négociateur n'était pas des plus heureux. D'autres actions sont menées par Philippe au cours de son séjour lyonnais en faveur de l'Angleterre. La position de Lyon, aux confins de l'Empire et de la France, était pour beaucoup dans ce choix d'alliance de la part des monarques anglais ; mais la personnalité de Philippe ainsi que ses origines savoyardes, pesaient également lourd dans la décision britannique.

#### Relations avec les entités politiques voisines
Soucieux également d'un bon ancrage local, l'élu de Lyon maintient ou affermit son emprise sur l'Église de la vallée rhodanienne : il conserve son épiscopat à Valence, ainsi qu'un décanat (charge de doyen) à Vienne ; celui-ci est cédé à une date inconnue, transmis à Hugues de Paladru, chanoine de Lyon et héritier d'une des principales familles du Dauphiné. À la mort de ce dernier en juillet 1254, Philippe récupère le décanat, malgré une tentative d'Humbert de la Tour du Pin, également chanoine, de s'interposer. L'archevêque de Lyon conserve en outre tout le temps de son mandat de bonnes relations avec Jean de Bernin, archevêque de Vienne. Vis-à-vis de ce dernier, Philippe est dans une position ambiguë, du fait des multiples charges qu'il occupe : en tant qu'archevêque de Lyon, il joue jeu égal avec son homologue viennois. En revanche, en tant qu'évêque de Valence et en tant que doyen de Vienne, l'élu de Lyon est doublement soumis à l'autorité de Jean de Bernin. La confiance est telle entre eux, malgré un petit différend initial, que Philippe fait de Jean son exécuteur testamentaire dans le document de 1256.
Enfin, l'archevêque de Lyon profite du mariage de sa nièce, fille de Pierre II, Béatrice de Faucigny avec le dauphin Guigues VII de Viennois, pour accroître son influence dans cette province, rivale traditionnelle de la Savoie : en effet, son neveu par alliance sollicite à plusieurs reprises son arbitrage. Ce qui n'empêche pas des conflits d'arriver. Le plus long dure près de quatre ans, de 1262 à 1266, et se résout d'une manière assez révélatrice : Philippe, gagnant sur certaines de ses revendications, accepte que le chapitre de Saint-Jean perde, à titre de compensations, les châteaux d'Annonay et d'Argental : il sacrifie donc l'Église dans laquelle il a été choisi à ses intérêts personnels. La réduction des pouvoirs du chapitre va de pair avec une tentative de reprendre la main sur cette instance dont le pouvoir se fait parfois le concurrent de celui de l'archevêque lyonnais ; ainsi, une partie notable des chanoines étant des nobles du Dauphiné, Philippe rédige en 1251 une clause actant que pour avoir droit à sa prébende, un membre du chapitre devait résider au moins six mois de l'année à Lyon. Cette clause risquait d'être défavorable aux Dauphinois, aussi Philippe ajoute-t-il un paragraphe précisant qu'accompagner l'archevêque dans ses déplacements pouvait être assimilé à la résidence. Par cet ajout, il espère se concilier les bonnes grâces de cette partie des chanoines.

### Philippe de Savoie, archevêque au service de sa lignée

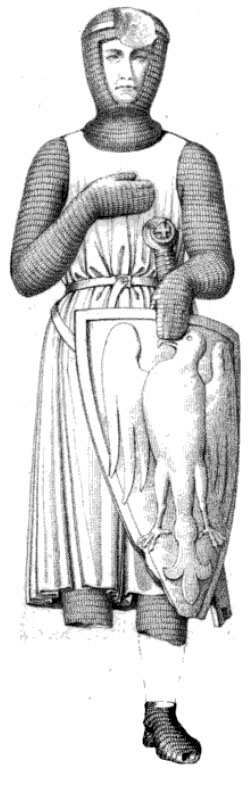
Pierre, le frère de Philippe et comte de Savoie au moment où celui-ci est archevêque.

Philippe, depuis la mort de son père réclame un cinquième du comté, une rente annuelle de cent marcs d'argent et un dédommagement de sept cents livres qu'il a dépensées avec l'accord de son père pour l'acquisition du château de Saint-Symphorien. Alors que sous le règne de son frère Amédée, il n'obtient rien à ce sujet, lorsque son autre frère Thomas prend en charge la tutelle du fils d'Amédée Boniface, cette question est alors réglée. Un arbitrage soumis par plusieurs évêques propose à Philippe en solde de l'héritage les châteaux de Tolvon, de Voiron et de Bocsozel,.
Soucieux de rendre à sa famille ce qu'elle lui a donné, il achète des terres en Viennois savoyard, et y construit des forteresses, quelquefois importantes, comme à Septême.
La Bresse faisant partie du diocèse de Lyon, il entretient des relations constantes avec la famille bressanne de Baugé (ou Bâgé) dans le but de capter un éventuel héritage. Son travail d'influence a des résultats après son départ de Lyon : le seigneur de Bâgé, Renaud IV, étant mort à la croisade en 1250, Philippe se fait nommer tuteur de ses deux enfants, alors encore mineurs, et devient ainsi régent de la Bresse. Dès l'année suivante, il octroie une charte communale à la ville de Bourg-en-Bresse. La mesure est populaire auprès des habitants, mais aussi fructueuse, puisqu'elle rapporte 1 500 livres viennoises à Philippe. Puis il s'occupe du mariage de Guy, l'aîné. Sa femme Dauphine de Saint-Bonnet étant enceinte, celui-ci meurt. Sa fille Sibylle naît peu après, et Philippe s'en fait le tuteur légal ; il effectue ensuite lui-même le partage entre Sibylle et son oncle Renaud ; puis, aux douze ans de la fillette, entre Sibylle et la famille de sa mère, laissant à cette dernière les terres à l'ouest de la Saône, inintéressantes pour lui.
En 1266, il hérite de Renaud V de Bâgé des terres, incluant Bourg-en-Bresse et les terres environnantes, exclues du testament de Sibylle. Une fois devenu comte, il parvient à faire épouser Sibylle à son neveu le plus proche : Amédée. La Bresse devient alors un apanage confié à ce dernier. Sont ainsi conquis diplomatiquement au moment où Amédée monte sur le trône de Savoie : Bâgé, Pont-de-Veyle, Bourg, Saint-Martin-le-Châtel, Pont-de-Vaux, Saint-Trivier-de-Courtes et Châtillon-en-Dombes.
Cette loyauté envers la maison de Savoie n'est pas que du fait de Philippe ; il en est aussi le bénéficiaire, et ce durant même la période où il est archevêque à Lyon. Le 25 août 1263, quelques années avant sa mort, sa sœur Béatrice, veuve du comte de Provence Raimond-Bérenger IV, institue Philippe légataire universel de tous ses biens, ainsi qu'exécuteur testamentaire de ses dernières volontés. Cette donation est d'ailleurs faite à Lyon.
Malgré tout, ses relations familiales sont variables. Ainsi, avec son frère aîné Amédée, comte de Savoie à l'époque où Philippe est archevêque, les relations sont conflictuelles. L'archevêque soutient le pape, et le comte l'empereur Frédéric II qui s'opposent (Frédéric II étant même excommunié au premier concile de Lyon). Par la suite, les deux frères adoptent un même perspective, notamment par l'entremise de leur frère Thomas, naguère lié à l'empereur, excommunié et qui fait amende honorable avant d'épouser la nièce du pape, amenant Amédée à adopter ses vues. Thomas se fait également l'intermédiaire entre ses frères en ce qui concerne l'héritage parental. En contrepartie, quand Thomas se retrouve en conflit avec ses vassaux piémontais d'Asti, Philippe fait pression sur ceux-ci en arrêtant les marchands astesans présents à Lyon.
Le frère avec qui Philippe entretient les meilleures relations est Pierre. Comte à partir de 1259, celui que l'historiographie savoyarde appelle parfois « le petit Charlemagne » a de nombreux intérêts communs avec Philippe, notamment, en ce qui concerne le partage de l'héritage. En 1240, alors que Philippe tente sans succès d'obtenir l'évêché de Lausanne, Pierre est son principal soutien ; en contrepartie, en 1250, Philippe arbitre un conflit entre le comte de Genève Guillaume II et son frère en faveur de ce dernier. De 1251 à 1254, dans plusieurs cas où la présence ou l'assentiment de l'un étaient nécessaires, celui-ci donnait pouvoir à l'autre de le représenter. En 1255 et 1256, enfin, ils se nomment réciproquement héritiers l'un de l'autre.
Avec le reste de la famille, Philippe a de bonnes mais plus lointaines relations. C'est dans sa ville de Lyon et pendant le concile que son frère Boniface, est ordonné évêque. Il fait nommer sa sœur Alice abbesse de Saint-Pierre-les-Nonnains.

## Abandon de la carrière religieuse et mariage
Avec l'arrivée des successeurs d'Innocent IV (Urbain IV puis Clément IV), les relations entre Philippe et la papauté s'étaient lentement dégradées : on lui reprochait des dépenses excessives, la possession non justifiée d'une prévôté en Flandres et surtout l'incompatibilité de son statut avec son refus d'être ordonné prêtre ou même diacre.
Pourvu de plus de cinquante bénéfices en Savoie, en Flandre, en France et en Angleterre, Philippe renonce à ses charges religieuses et se dépouille de tous ses titres le 24 février 1267. Une des hypothèses qui expliquent cet abandon de la carrière ecclésiastique est l'alternative imposée par Clément IV : soit Philippe abandonne ses bénéfices soit il est ordonné prêtre afin d'accomplir son devoir sacerdotal : « Le pape manda à monseigneur Philippe qu'il voulloit qu'il chantast et célébrast messe, ou qu'il laissast les bénéfices ». Devant ce choix, Philippe, n'ayant pas renoncé aux privilèges induits par sa lignée savoyarde, se serait démis de toutes ses fonctions religieuses, en attendant la mort de son frère Pierre. François Mugnier, dans son ouvrage Les Savoyards en Angleterre au XIIIe siècle et Pierre d'Aigueblanche évêque d'Héreford (1890) réfute cette hypothèse, mais uniquement pour des questions de date : selon les sources qu'il contredit, Clément IV aurait imposé cet ultimatum à Philippe en 1268, donc à une époque où Philippe est déjà marié.
En juin 1267,, afin de contrecarrer les sires de Chalon-Arlay dans leur domination du nord du pays de Vaud, il épouse, à Lausanne, Alix de Méranie, veuve, et héritière du comte de Bourgogne, alors âgée de cinquante-huit ans, fille d'Othon II de Bourgogne et de Béatrice II de Bourgogne. Philippe devient ainsi  comte palatin de Bourgogne, et s'assure ainsi une base territoriale au-delà du Jura ; la région de Dole devenant un des points d'itinérance du couple comtal.

Carte des duchés (à l'ouest) et comté (à l'est) de Bourgogne au XIVe siècle.

Alix trouve aussi son intérêt à ce mariage. En 1257, l'Empire voit s'affronter deux prétendants à l'élection impériale : Richard de Cornouailles, anglais, fils de Jean sans Terre, et Alphonse X de Castille. Ce dernier l'emporte ; or, il est soutenu par le duc de Bourgogne Hugues IV, qui cherche à agrandir son territoire en annexant le comté au duché. La Savoie étant l'allié traditionnel de l'Angleterre contre la France et Philippe soutenant Richard, Alix assure son territoire en l'épousant. De plus, ce mariage étant sans enfants, à sa mort, c'est son fils Othon IV de Bourgogne (ou Othelin), né d'un premier mariage d'Alix avec le comte Hugues de Bourgogne qui prend possession de la Bourgogne.

## Treizième comte de Savoie (1268-1285)
Philippe fait partie des comtes de Savoie plutôt calculateurs, à l'égal d'Amédée VIII et est avant tout un esprit politique, plutôt que religieux. Sa résidence de prédilection est Saint-Georges d'Espéranche, en Viennois.

### Actions dans le comté

#### Renforcement du pouvoir central
Il règne sur ses terres dans la continuité de la politique de ses prédécesseurs. Il poursuit et termine la modernisation de la justice et de l'administration du comté avec la mise en place des baillis et des juges. Par ailleurs, pour disposer d'une administration superposée aux vassaux et destinée à les surveiller, Philippe reçoit de Pierre II un système de châtelains, représentants tout puissants du comte établi pour un espace donné et révocable. Tenir ses subordonnés au pas et éviter les abus étant un problème, des juges avaient été institués pour les contrôler. Philippe, désireux d'aller plus loin dans les précautions, met en place l'habitude de les muter tous les deux ou trois ans, et jusqu'à tous les ans. Bien évidemment, la noblesse en place conteste, parfois violemment ces châtelains et juges. Les familles les plus influentes, notamment les vicomtes, parviennent ainsi à les écarter. Philippe de Savoie, désireux de parvenir à tenir son domaine le mieux possible s'emploie par la négociation à faire tomber les résistances. Dans le cadre de cette politique, il rachète la vicomté de la Tarentaise en 1279 à la famille d'Aigueblanche,,.
Dans une politique d'affirmation de la puissance et de l'indépendance du comté, il instaure en 1271 une monnaie solide, un denier fort d'argent,,,.
Pour affaiblir toutes les puissances qui pourraient s'élever contre lui dans le comté, il manœuvre à de nombreuses reprises contre les évêchés savoyards, surtout de Tarentaise et de Maurienne. Ainsi, Philippe profite d'une vacance du pouvoir dans le diocèse de la Tarentaise en 1271 pour s'emparer de la mense et l'exploiter à son profit. Il le restitue lors de l'arrivée de l'évêque, mais renouvelle l'opération par la suite.

#### Politique militaire et patrimoniale
Philippe procède à l'acquisition ou la conquête de plusieurs territoires pour agrandir les possessions de la maison de Savoie. Durant son règne, il ajoute aux terres conquises par ses pères et frères : Tolvon-sur-Voiron, Saint-Laurent-du-Désert, Pont-de-Beauvoisin et Chanaz pour les terres en Savoie même. Plus loin vers l'ouest, il monte en châtellenie et fortifie les sites de Fallavier, Septème, Saint-Georges-d'Espéranche et La Côte-Saint-André,. En tant que bâtisseur, Philippe construit en Savoie trois châteaux qui suivent le plan type du château savoyard : Saint-Georges-d'Espéranche, Châtelargent (en vallée d'Aoste) et Saxon (dans le bailliage de Chablais),, principalement en s'appuyant sur les compétences de Jacques de Saint-Georges.
Avec son épouse, ils achètent, en 1276, le village de Saint-Ylie (commune fusionnée en 1953 avec Dole), et le château de Dole en Franche-Comté, ainsi que d'autres lieux situés dans les environs, pour contrecarrer les vues des Ducs de Bourgogne.

### Politiques étrangères
Seigneur ambitieux et diplomate habile, Philippe mène plusieurs politiques étrangères qui rompent avec les positions traditionnelles des comtes de Savoie, mais toujours dans le but de développer la puissance de la lignée.

#### En Italie
Devenu comte de Savoie à la mort de son frère Pierre II, il est accepté par les États de Chambéry en 1269. Il installe une résidence à Turin, bat le marquis de Montferrat Guillaume VII dans plusieurs rencontres et recouvre les droits de ses ancêtres sur les fiefs piémontais acquis depuis le XIIe siècle.
La politique italienne de Philippe étant en accord avec sa volonté de ne plus être aligné sur les ambitions impériales, Philippe rompt l'hostilité envers la ligue lombarde en établissant un accord commercial avec Milan en 1276 sur les péages des marchands italiens circulant sur l'axe Turin-Aoste-Lausanne vers Jougne.

#### En Suisse
Le comte Philippe Ier de Savoie reçoit en 1272 l'hommage pour les protectorats de Berne, de Nyon et de Morat qui lui jurent fidélité. Dans le cadre d'une lutte séculaire entre la Savoie et Genève, Pierre II, le prédécesseur de Philippe, avait réussi à soumettre le comte de Genève Amédée II. En 1282, Rodolphe de Habsbourg dirige une coalition tournée contre Philippe. Celle-ci comprend Amédée II, l'évêque de Genève Robert, Béatrice, dame de Faucigny et son fils Jean. Philippe remporte cependant plusieurs succès par voie diplomatique. Devant ses avancées, la coalition se propose de faire la paix avec lui, ce qui est fait le 20 février 1283. La lutte reprend ensuite avec l'arrivée à la tête du comté de Savoie d'Amédée V, qui conquiert Genève en septembre 1285 et impose un traité moins favorable aux Genevois.

#### Dans le Dauphiné et le Bugey

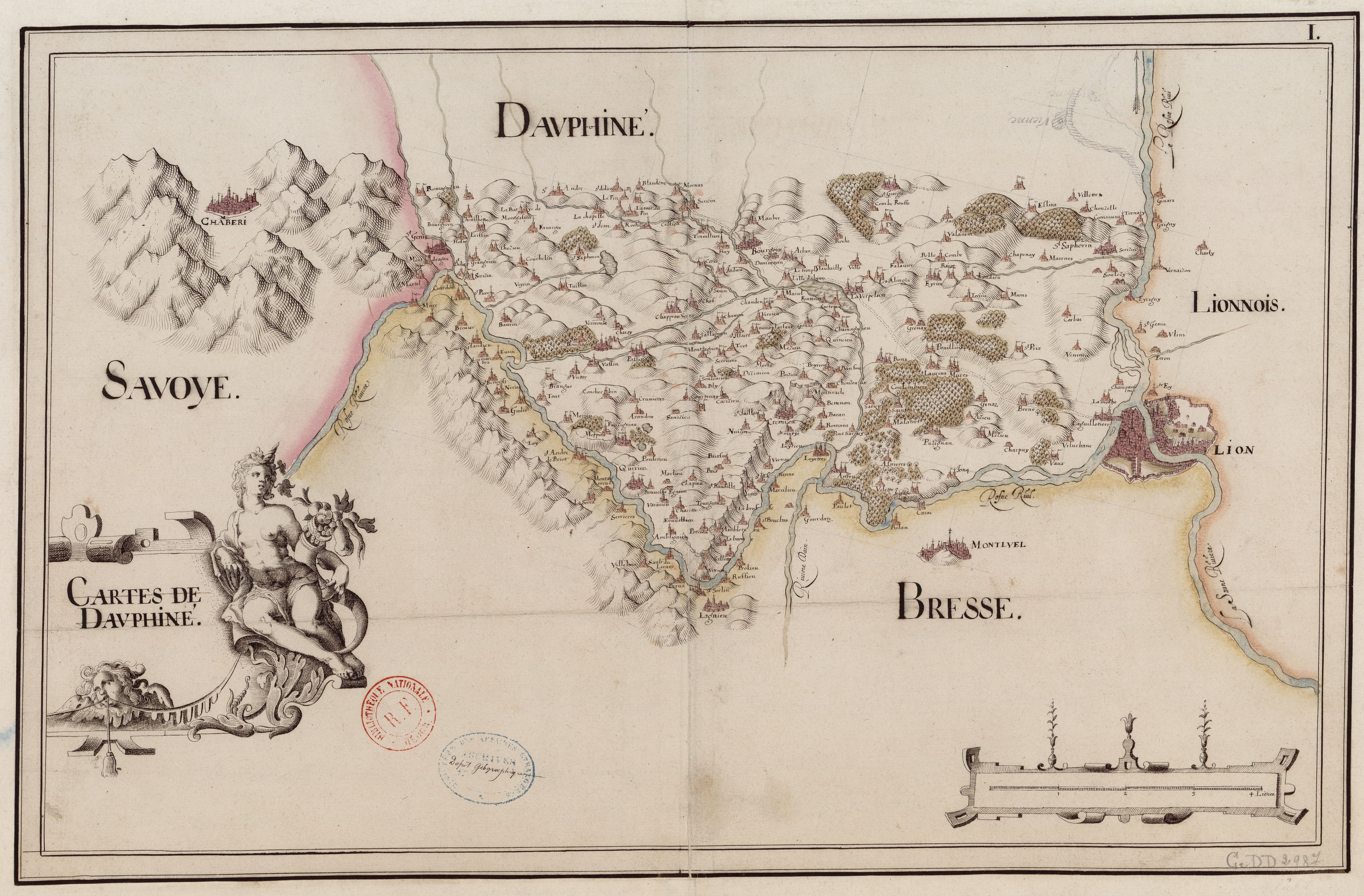
Carte montrant les positions respectives de la Savoie, du Dauphiné et du Lyonnais. Le nord est situé en bas de la carte, et donc Lyon à droite.

Le Dauphiné, rival traditionnel de la Savoie dans l'Avant-Pays savoyard et le Grésivaudan, tombe sous la coupe de la maison de La Tour du Pin avec l'arrivée d'Humbert Ier de Viennois en 1282. La route entre Lyon directe et Turin devient alors moins sûre que la route plus au nord, par Ambérieu-en-Bugey et la Cluse des Hôpitaux. Pour assurer la sûreté de cette dernière route, Philippe fait fortifier Pont-d'Ain et se rend maître de l'abbaye d'Ambronay,. C'est également dans le but de contrer les Dauphins qu'il fait renforcer le château de Septème, près de Vienne et celui de Saint-Georges-d'Espéranche, qu'il fait fortifier par l'architecte Jacques de Saint-Georges.

### Rivalité avec l'Empire

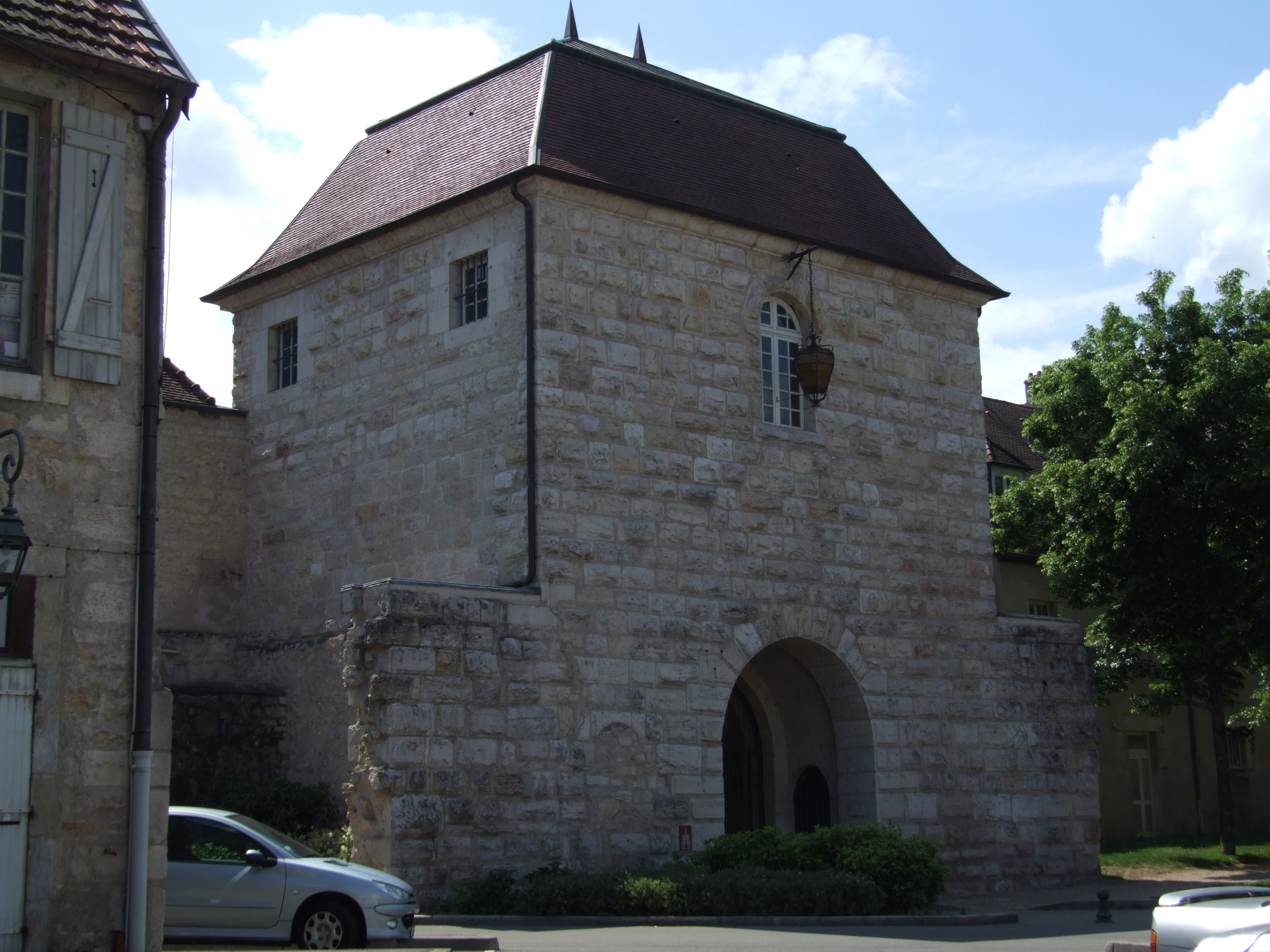
Le château de Dole.

Philippe est le premier seigneur de Savoie à prendre complètement son indépendance vis-à-vis de l'empereur du Saint-Empire. Pour cette raison, entre autres, ce dernier lui sera hostile au point de monter une coalition contre la Savoie comprenant notamment Charles d'Anjou ainsi que les sires de Châlon-Arlay menés par Jean Ier de Chalon-Arlay.
Philippe Ier doit combattre Rodolphe de Habsbourg et Aymon II de Genève, pour obtenir le maintien des avoueries, protectorats et des fiefs concédés autrefois au comté de Savoie en territoire genevois. Rodolphe souhaite se venger de défaites subies face à Pierre II lorsqu'il était comte de Habsbourg. Une fois devenu empereur, il monte une coalition pour faire chuter le comté de Savoie.
Devant l'invasion allemande des troupes de Rodolphe de Habsbourg qui assiègent Payerne, Philippe Ier, âgé de 78 ans, renonce aux seigneuries de Morat et de Guminen et à l'avouerie de Payerne. Le traité de Payerne du 27 décembre 1283, inspiré par les évêques de Bâle, de Belley et de Lausanne, stipule que toutes les querelles entre la Savoie et l'Empire ne seraient plus livrées désormais au hasard des armes, mais seraient soumises à l'équité d'un arbitrage. Il reste toutefois un traité n'imposant que des pertes limitées au regard des intentions initiales de Rodolphe.

## Mort et postérité
Arrivé sur le trône de Savoie déjà âgé, Philippe Ier n'abandonne toutefois jamais la direction de l'état à ses neveux, même lorsque la maladie le diminue. Il meurt hydropique dans l'ancien château de Rossillon en Bugey, le 15 août 1285.
Il est inhumé à l'abbaye d'Hautecombe, nécropole dynastique de la famille comtale de Savoie,.
Sans enfant, Philippe Ier avait choisi lui-même son successeur. Il renonce à la tradition humbertienne de la primogéniture mâle, et impose son neveu Amédée, fils de Thomas II de Piémont, comte de Flandre, parmi de nombreux neveux. Il avait obtenu de l'empereur Henri VII un décret (« fief oblat ») par lequel le monarque investit Amédée V de la souveraineté de Savoie. L'historiographe L. Della Chiesa, dans Storia del Piemonte (I.78), indique qu'Amédée V succède à Philippe Ier de Savoie par le choix et la volonté des États de Savoie, qui préférèrent à une hérédité chanceuse leur propre intérêt et les vertus d'Amé. Les États de Savoie comprennent, en 1285, les bailliages de Savoie, de Maurienne, de Tarentaise (dix-huit châtellenies), du Val d'Aoste et du Val de Suze (huit châtellenies), du Chablais (seize châtellenies), de la Bresse et du Bugey (dix-sept châtellenies), de la Novalaise et du Viennois (dix-huit châtellenies).
Cependant Amédée V n'obtient que la partie savoyarde des fiefs de Philippe, qui sont divisés en trois. Le Piémont échoit à Thomas III et le Pays de Vaud à Louis Ier.